# Redoxreaktion

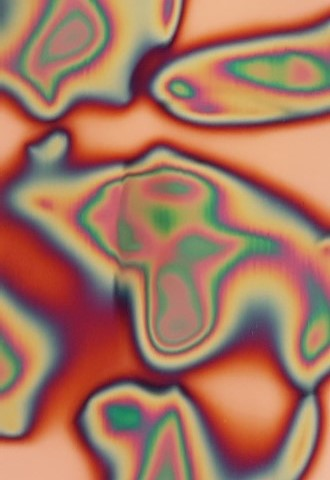
Farbverlauf von Kupferoxiden auf erhitzter Kupferfolie

Eine Redoxreaktion ist eine chemische Reaktion zweier Stoffe, von denen der eine als Reduktionsmittel und der andere als Oxidationsmittel fungiert. Zwischen beiden Stoffen finden Elektronenübertragungen statt, wodurch sich die Oxidationszustände der beteiligten Atome ändern. Die Bezeichnung Redoxreaktion ist ein Silbenkurzwort, das durch die Abkürzung der Bezeichnung Reduktions-Oxidations-Reaktion entstanden ist.
Die Änderungen der Oxidationszustände werden durch den formalen Austausch von Elektronen zwischen beiden Reaktionspartnern verursacht. Der eine Reaktionspartner – das Reduktionsmittel – gibt Elektronen ab, erhöht dabei seinen Oxidationszustand und wird in die oxidierte Form überführt. Der andere Reaktionspartner – das Oxidationsmittel – nimmt die Elektronen auf, erniedrigt dabei seinen Oxidationszustand entsprechend und wird in die reduzierte Form überführt. Zur Beschreibung einer Redoxreaktion sind demnach zwei Redox-Paare erforderlich. Wichtige Beispiele dieser Redoxpaare sind in der elektrochemischen Spannungsreihe aufgelistet.

## Einführung und Reaktionsablauf
Redoxreaktionen sind in der Chemie von grundlegender Bedeutung: aerobe Stoffwechsel- und alle Verbrennungsvorgänge, viele technische Produktionsprozesse und Nachweisreaktionen sind Elektronenübertragungsreaktionen und damit Redoxreaktionen.
Für Redoxreaktionen gelten folgende Aussagen:
- Redoxreaktionen sind formal Elektronenübertragungsreaktionen zwischen zwei Substanzen, von denen eine Substanz als Oxidationsmittel und die andere Substanz als Reduktionsmittel wirkt.
- Oxidation bedeutet: Eine Verbindung, bzw. ein Ion, oder ein Atom in der Verbindung gibt ein oder mehrere Elektronen ab und erfährt dadurch eine entsprechende Erhöhung des Oxidationszustandes. Dieses Ion, Atom, bzw. diese Verbindung nennt man das Reduktionsmittel, das bei der Redoxreaktion oxidiert wird.
- Reduktion bedeutet: Eine Verbindung, bzw. ein Ion oder ein Atom in der Verbindung nimmt ein oder mehrere Elektronen auf und erfährt dadurch eine entsprechende Erniedrigung des Oxidationszustandes. Dieses Ion, Atom, bzw. diese Verbindung nennt man das Oxidationsmittel, das bei der Reaktion reduziert wird.
- Viele chemische Reaktionen sind Redoxreaktionen, auch wenn in den Reaktionsgleichungen der Austausch der Elektronen nicht immer auf den ersten Blick erkennbar ist. Deshalb können in den zugehörigen Reaktionsgleichungen, die man auch als Redoxgleichungen bezeichnet, die Oxidationszustände der an der Redoxreaktion beteiligten Atome durch hochgestellte Angaben ihrer jeweiligen Oxidationszahlen gekennzeichnet werden.
- Bei Redoxreaktionen laufen beide Teilreaktionen gleichzeitig ab. Einige Redoxreaktionen verlaufen langsam, wie z. B. Korrosionsreaktionen und aerobe Stoffwechselreaktionen. Viele Redoxreaktionen verlaufen schnell und unter Energiefreisetzung wie z. B. Verbrennungen oder Explosionen.[1]

### Reaktionsablauf schematisch
In einer Redoxreaktion reagiert Stoff A, der Elektronen abgibt (Elektronendonator) als Reduktionsmittel mit Stoff B, der die Elektronen aufnimmt (Elektronenakzeptor) als Oxidationsmittel. Die allgemeinen Reaktionsschemata lauten:
{\displaystyle {\ce {A -> A+ + e-}}}
Redox-Paar Oxidation: Stoff A gibt als Reduktionsmittel ein Elektron ab.
{\displaystyle {\ce {B + e- -> B-}}}
Redox-Paar Reduktion: Das Elektron wird vom Oxidationsmittel B aufgenommen.
{\displaystyle {\ce {A + B -> A+ + B-}}}
Zusammenfassung als Redoxreaktion: Stoff A gibt ein Elektron an Stoff B ab. Stoff A wird dabei oxidiert, Stoff B wird dabei entsprechend reduziert. 

### Zusammenfassung der beteiligten Vorgänge und Fachbegriffe

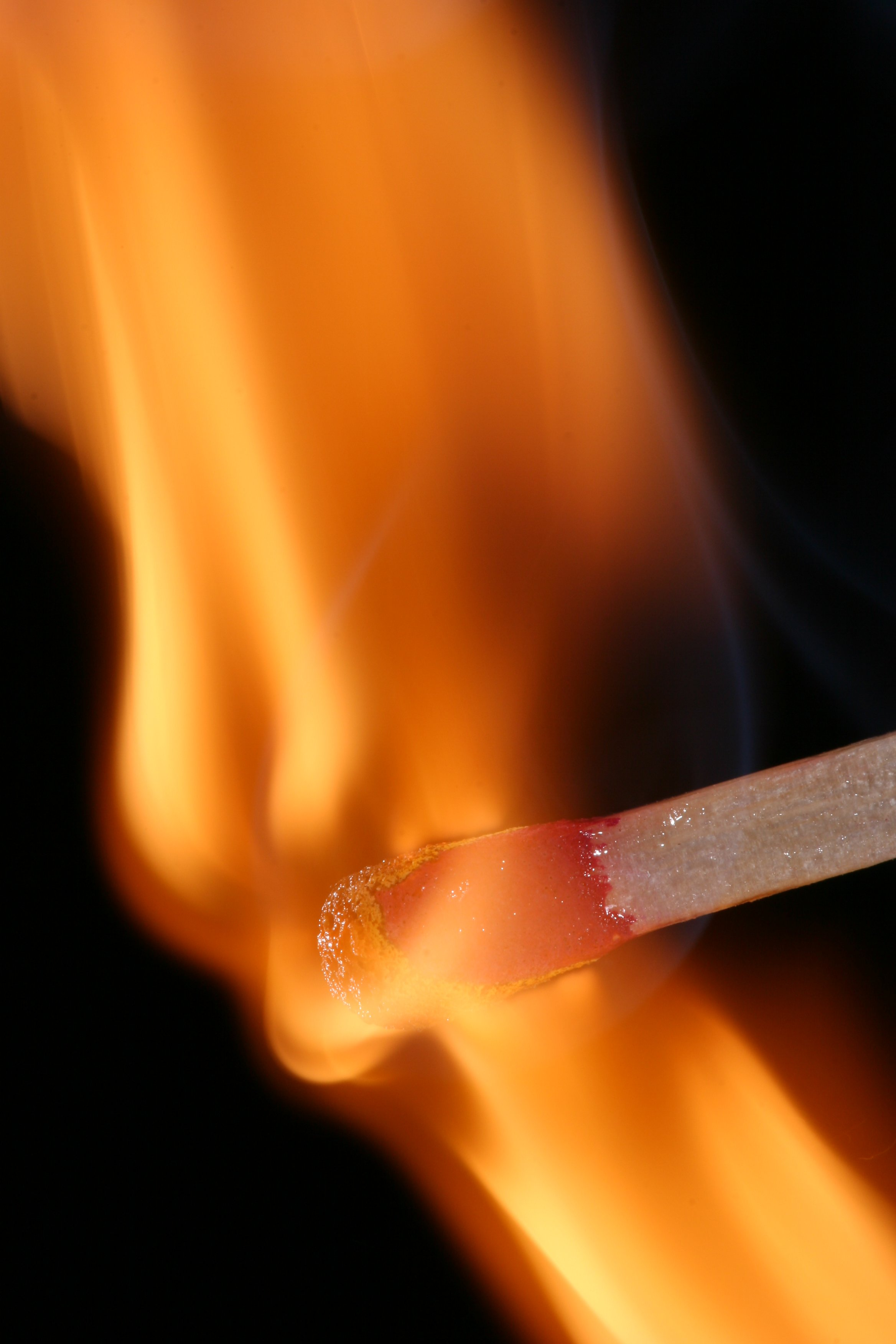
Verbrennung d. h. Redoxreaktion mit Luftsauerstoff als Oxidationsmittel und mit Kohlenstoff im Holz als Reduktionsmittel

| Oxidation | Elektronenabgabe   | Reduktionsmittel → Produkt + e− | Oxidationszahl wird erhöht     |
| Reduktion | Elektronenaufnahme | Oxidationsmittel + e− → Produkt | Oxidationszahl wird erniedrigt |

## Bekannte und weniger bekannte Redoxreaktionen mit Sauerstoff als Oxidationsmittel

### Aerobe Atmung und Verbrennungen organischer Verbindungen
Die wohl wichtigste Redoxreaktion unter Beteiligung von Sauerstoff als Oxidationsmittel ist die aerobe Atmung. Bei dieser Reaktion werden in den Körperzellen im Verlauf von enzymatisch katalysierten Stoffwechselvorgängen die C-Atome in den mit der Nahrung aufgenommenen organischen Verbindungen (beispielsweise Kohlenhydrate, Fettsäuren) mit Sauerstoff als Oxidationsmittel oxidiert. Dabei wird Sauerstoff unter Bildung von Kohlendioxid reduziert und Energie wird in Form der energiereichen Verbindung Adenosintriphosphat (ATP) gewonnen.
{\displaystyle \mathrm {C_{6}H_{12}O_{6}+6\ O_{2}\longrightarrow 6\ CO_{2}+6\ H_{2}O} }
ein Molekül Glucose und 6 Moleküle Sauerstoff bilden sechs Moleküle Kohlendioxid und 6 Moleküle Wasser
Ganz analog verlaufen Verbrennungsreaktionen als normale chemische Redoxreaktionen, wenn kohlen- und wasserstoffhaltige organische Verbindungen wie Kohlenwasserstoffe, z. B. Methan, oder auch z. B. Holz und Kohle, zur Wärmeerzeugung verbrannt werden oder als Benzin, Diesel und Kerosin in Kraftfahrzeugen, Schiffen oder Flugzeugen als Treibstoffe verbrannt werden.
Kraftstoffe, die bei der Verbrennung viel Energie freisetzen, werden auch als Raketentreibstoff verwendet. Weil in diesen Fällen in kurzer Zeit viel Energie benötigt wird, kann nicht der Luftsauerstoff als Oxidationsmittel genutzt werden, sondern der Sauerstoff muss in flüssiger Form aus einem Sauerstofftank zugeführt werden.
Der in allen Brennstoffen enthaltene Kohlenstoff reagiert als Reduktionsmittel mit dem Sauerstoff als Oxidationsmittel. Im Verlauf der Verbrennung werden die C-Atome, je nachdem ob ausreichend Sauerstoff verfügbar ist, durch Abgabe von Elektronen vollständig zu Kohlendioxid oder unvollständig zu einem Gemisch aus Kohlendioxid und Kohlenmonoxid oxidiert. Dabei werden die Sauerstoffatome durch Aufnahme von Elektronen reduziert unter Bildung der Nichtmetalloxide Kohlendioxid – bzw. bei nicht ausreichendem Sauerstoffangebot auch Kohlenmonoxid – und Wasser. Letzteres lässt sich als ein kovalentes Nichtmetalloxid bezeichnen.
- Vollständige Verbrennung: {\displaystyle \mathrm {2\ C_{3}H_{8}+10\ O_{2}\longrightarrow 6\ CO_{2}+8\ H_{2}O} }
- Unvollständige Verbrennung: {\displaystyle \mathrm {2\ C_{3}H_{8}+9\ O_{2}\longrightarrow 4\ CO_{2}+2\ CO+8\ H_{2}O} }

### Weitere Beispiele Verbrennungen
In pyrotechnischen Artikeln finden sich eng und fest verpackte Gemenge von festen Reduktionsmitteln und festen Oxidationsmitteln, die als Explosivstoffe bekannt sind. Über eine Zündschnur kann von außen eine Redoxreaktion gestartet werden, die je nach Art der Verpackung und nach Art der verpackten Chemikalien verschiedene Feuerwerkseffekte auslösen kann. Bei den Explosivstoffen kommt es zu einer schlagartig exothermen Redoxreaktion, bei der Gase frei werden, die sich temperaturbedingt stark ausdehnen und somit eine Sprengkraft haben, oder bei Raketen zunächst eine Triebkraft bewirken und dann erst eine Sprengkraft auslösen, durch die dann auch noch weitere Verbrennungsreaktionen gezündet werden.
Bekannt ist auch die als Explosion ablaufende Verbrennung eines Gasgemisches aus Wasserstoff und Sauerstoff (Knallgas, bzw. Knallgasreaktion), bei der als Reaktionsprodukt Wasserdampf (H2O) entsteht.

### Bildung von Nichtmetalloxiden
Auch viele andere anorganische Elemente wie z. B. die Nichtmetalle können, mit Ausnahme von Fluor und Edelgasen, mit Sauerstoff als Oxidationsmittel Redoxreaktionen eingehen und werden dabei zu den jeweiligen Nichtmetalloxiden oxidiert. Die Nichtmetalle verhalten sich dabei aber sehr unterschiedlich. So reagieren z. B. die Elemente der 5. und 6. Hauptgruppe, wie z. B. Phosphor und Stickstoff, bzw. Schwefel und Selen bei der Oxidation normal und bilden stabile Oxide, wie z. B. Schwefeloxide, Phosphoroxide und Stickstoffoxide. Dagegen verlaufen die Oxidationsreaktionen der Halogene, die selbst Oxidationsmittel sind, mit Sauerstoff nur mit viel Aufwand und unter Vorsichtsmaßnahmen, weil die gebildeten Halogenoxide, sehr instabil und noch stärkere Oxidationsmittel sind als die Halogene selbst. Fluor bildet mit Sauerstoff kein Oxid, denn Fluor ist ein stärkeres Oxidationsmittel als Sauerstoff und oxidiert deshalb Sauerstoff in einer Redoxreaktion zu Sauerstofffluoriden. In diesen ungewöhnlichen und instabilen Verbindungen haben die O-Atome positive Oxidationszustände, und können deshalb nicht als Oxide des Fluors bezeichnet werden.

### Redoxreaktionen mit Metallen, Bildung von Metalloxiden und Metallnitriden
Metalle sind – mit Ausnahme der Edelmetalle – potentielle Reduktionsmittel und können mit Sauerstoff als Oxidationsmittel Redoxreaktionen eingehen und dabei Metalloxide bilden. Metalle könne aber auch mit anderen Oxidationsmitteln, z. B mit Halogenen, zu salzartigen Halogeniden oder mit Schwefel zu Metallsulfiden oxidiert werden. Wenn ein Metallatom mit einem Sauerstoffmolekül reagiert, kann die Oxidation des Metalls mit folgender Reaktionsgleichung beschrieben werden:
Oxidation: Das Metall M als Reduktionsmittel gibt zwei Elektronen ab und wird zum Kation oxidiert. Durch Abgabe der Elektronen können teilbesetzte Schalen aufgelöst werden und es wird die nächstniedrigere stabile Elektronenkonfiguration erreicht.
{\displaystyle {\ce {M -> M^{2}+ + 2e-}}}
Reduktion: Das Molekül Sauerstoff als Oxidationsmittel nimmt pro Atom zwei Elektronen auf und wird unter Bildung von zwei Oxid-Anionen reduziert 
{\displaystyle {\ce {O2 + 4e- -> 2O^{2}-}}}
Redoxreaktion: Sauerstoff oxidiert das Metall zum Metalloxid und wird dabei selbst reduziert.
{\displaystyle {\ce {2M + O2 -> 2M^{2}+ + 2O^{2}-}}}
Redoxreaktionen mit Metallen können je nach Metalltyp (Alkalimetalle, Erdalkalimetalle, Metalle der Borgruppe) und je nach Art der Reaktionsbedingungen (Temperatur, Sauerstoffüber- oder unterschuss, Anwesenheit von Wasser oder Stickstoff) unterschiedlich verlaufen. So können z. B. Alkalimetalle neben Oxiden auch ionische Peroxide bilden, oder wie z. B. Lithium bei Sauerstoffmangel mit dem Stickstoff der Luft als Oxidationsmittel ebenfalls in einer Redoxreaktion zu einem Nitrid reagieren.
Das leicht entzündbare Erdalkalimetall Magnesium oder z. B. auch das entzündbare Gemisch von Eisen- und Aluminiumpulver in Wunderkerzen reagiert mit Luftsauerstoff unter Bildung von Metalloxiden. Im kompakten festen Zustand sind beide Metalle nur schwer entzündbar, werden aber oberflächlich von Sauerstoff zu Metalloxiden (Rost) oxidiert. Im Falle des Aluminiums hat die gebildete Oxidschicht eine stark schützende Wirkung Passivierung, während im Falle des Eisens der gebildete Rost die Oberflächen zerstört und die fortschreitende Oxidation fördert. Beim aktiven kathodischen Korrosionsschutz werden ebenfalls Redoxreaktionen ausgenutzt.

## Redoxreaktionen ohne Sauerstoff als Oxidationsmittel

### Vorbemerkungen
Wegen der Vielzahl von möglichen und weithin bekannten Redoxreaktionen mit Sauerstoff als einem offenbar starken Oxidationsmittel werden Bezeichnungen wie Oxidation und Redoxreaktion meist sofort mit Sauerstoff in Verbindung gebracht, zumal der Begriff Oxidation historisch eng mit dem Element Sauerstoff verbunden ist. Der alleinige Blick auf Sauerstoff als Oxidationsmittel kann jedoch zu einer beschränkten Vorstellung von Redoxreaktionen führen. Es gibt viele weitere Oxidationsmittel, die Redoxreaktionen eingehen, darunter auch solche, die stärkere Oxidationsmittel sind als Sauerstoff, wie z. B. die bereits erwähnten Halogene, unter ihnen auch das stärkste Oxidationsmittel Fluor das sogar das klassische starke Oxidationsmittel Sauerstoff oxidieren kann und dabei vom Sauerstoff reduziert wird unter Bildung von Sauerstofffluoriden.
Bei vielen der Oxidationsmittel, die ähnlich starke oder sogar stärkere Oxidationsmittel sind als elementarer Sauerstoff, handelt es sich um vom Sauerstoff formal abgeleitete Verbindungen, wie z. B. Wasserstoffperoxid, Peroxide und Superoxide, oder auch Ozon. Auch sauerstoffhaltige Anionen, wie z. B. Permanganate, Nitrate, Halogenate, Chromate sind ebenso wie die Halogene stärkere Oxidationsmittel als Sauerstoff. Alle diese Verbindungen sind geordnet nach ihrer Oxidationsstärke in Tabellen wie Elektrochemische Spannungsreihe oder Redoxpotential aufgelistet. Anhand dieser Tabellen wird klar, dass es eine unglaublich große Vielfalt möglicher Redoxreaktionen gibt, die mit Sauerstoff formal nur noch am Rande zu tun haben.

### Sonderstellung von Kohlenstoff als Reduktionsmittel und als Oxidationsmittel
Eine besondere Rolle spielt das Element Kohlenstoff, das wegen seiner guten Verfügbarkeit nicht nur als Brennstoff und Reduktionsmittel mit Sauerstoff als Oxidationsmittel eingesetzt werden kann, sondern ebenso als Reduktionsmittel großtechnisch im Hochofenprozess zur Reduktion von oxidischen Erzen und dabei je nach Sauerstoffangebot zu Kohlenstoffmonoxid oder zu Kohlenstoffdioxid oxidiert wird.
Gemäß seiner Mittelstellung in der 4. Hauptgruppe des Periodensystems kann das Element Kohlenstoff sowohl mit Elementen der 1.–3. Hauptgruppe als auch mit Elementen der 5.–7. Hauptgruppe Verbindungen bilden. Bei den Reaktionen von Kohlenstoff mit den nur schwach elektronegativen Elementen der 1.–3. Hauptgruppe bilden sich sogenannte kovalente oder ionische Carbide. In Einzelfällen, wie z. B. beim Calciumcarbid entstehen diese Verbindungen direkt durch Redoxreaktionen aus den Elementen, wobei die Metalle als Reduktionsmittel fungieren und Kohlenstoff als Oxidationsmittel.
Bei den Reaktionen von Kohlenstoff mit den stärker elektronegativen Elementen der 5. und 6. Hauptgruppe fungiert der Kohlenstoff als Reduktionsmittel und es bilden sich mit Stickstoff als Oxidationsmittel Nitride der Zusammensetzung (CN)n (n = 1, 2, x).
Mit Sauerstoff, bzw. mit Schwefel als Oxidationsmittel bilden sich Kohlenstoffoxide bzw. das Kohlenstoffdisulfid.
Mit den stark elektronegativen Elementen der 7. Hauptgruppe, die alle starke Oxidationsmittel sind, fungiert der Kohlenstoff immer als Reduktionsmittel und bildet die Halogenkohlenwasserstoffe unterschiedlicher Zusammensetzung.

### Redoxreaktionen von organischen Verbindungen
In einfachen organischen Verbindungen, die sich vom Methan ableiten, kommt das Element Kohlenstoff nur einmal vor und ist damit Bestandteil der funktionellen Gruppe. Im Methan CH4 ist das C-Atom im niedrigst möglichen Oxidationszustand −4 und kann außer durch Redoxreaktionen mit Sauerstoff als Oxidationsmittel auch mit anderen Oxidationsmitteln, z. B. mit Halogenen in Verbindungen mit höheren Oxidationszuständen, z. B. CCl4 überführt werden.
In anderen organischen Verbindungen ist Kohlenstoff aber mehrfach auch als Bestandteil von verschiedenen funktionellen Gruppen enthalten. Wenn in diesen Fällen nur bestimmte C-Atome oxidiert oder reduziert werden sollen, müssen Redoxreaktionen unter Verwendung von Schutzgruppen so gezielt verlaufen, dass nur das gewünschte C-Atom oxidiert bzw. reduziert wird.
Im höchst möglichen Oxidationszustand +4 befindet sich der Kohlenstoff im Kohlendioxid, in der Kohlensäure und in ihren Salzen, den Carbonaten. Auch in den Derivaten der Kohlensäure, wie z. B. im Harnstoff, als den Endprodukten aller unter Energiegewinn ablaufenden oxidativen Redoxreaktionen von organischen Verbindungen mit Sauerstoff als Oxidationsmittel liegt das C-Atom im höchst möglichen Oxidationszustand +4 vor. Durch Redoxreaktionen unter Einsatz von Wasserstoff als Reduktionsmittel können diese Verbindungen in reduktiven Redoxreaktionen unter Energieaufwand wieder in Verbindungen mit dem C-Atom in niedrigeren Oxidationszuständen z. B. in Aldehyde oder in Alkohole überführt werden, d. h. in Verbindungen mit funktionelle Gruppen, wie sie auch in Kohlenhydraten und anderen Naturstoffen vorkommen. Dabei können im Labor an Stelle von gasförmigem Wasserstoff auch spezielle salzartige Metallhydride eingesetzt werden. Diese chemischen Redoxreaktionen stehen also für ähnliche Redoxreaktionen, wie sie in Pflanzen und Lebewesen ablaufen und dort als Kohlenstoffdioxid-Assimilation bezeichnet werden.

### Redoxreaktionen mit Wasserstoff als Reduktionsmittel
Der wichtigen Rolle von Sauerstoff als Oxidationsmittel bei Redoxreaktionen entspricht die wichtige Rolle von Wasserstoff als Reduktionsmittel bei Redoxreaktionen. Solche Reaktionen mit gasförmigen Wasserstoff spielen im Bereich der präparativen organischen Chemie eine große Rolle. Diese Verfahren wurden noch wichtiger, nachdem man erreicht hatte, das sehr stabile, reaktionsträge Wasserstoffmolekül durch Katalysatoren zu aktivieren. Im Labor wurde der mühsame Umgang mit gasförmigem Wasserstoff durch den Einsatz von festen, salzartigen Hydriden erleichtert.

#### Bakterielle Methanbildung mit Wasserstoff
Archaeen aus der Gruppe der Methanbildner können unter Sauerstoffabschluss Methan aus Kohlenstoffdioxid herstellen. Der Vorgang wird Methanogenese genannt.
{\displaystyle {\ce {CO2 + 4H2 -> CH4 + 2H2O}}}

#### Redoxreaktionen zur Erzeugung und Nutzung von Wasserstoff als Reduktionsmittel
Da Wasserstoff anders als Sauerstoff in der Atmosphäre nicht elementar verfügbar ist, wurde es nach 1900 erforderlich, Wasserstoff einfach und preiswert herzustellen, denn Wasserstoff wurde für die Herstellung von Ammoniak benötigt. Dabei handelte es sich um eine großtechnische Redoxreaktion, denn Ammoniak wurde sowohl zur Herstellung von Stickstoffdünger, als auch zur Herstellung Salpetersäure und von Sprengstoffen benötigt. Entwickelt wurde eine Methode, Wasserstoff aus einem Gemisch von Wasser, Kohlenwasserstoffen und Erdgas herzustellen, also aus Verbindungen, in denen Wasserstoff im höheren Oxidationszustand (+1) vorliegt als im elementaren Zustand (0). Für die erforderlichen schnellen Ablauf einer reduzierenden Redoxreaktion musste durch partielle Verbrennung von Erdgas für hohe Temperaturen gesorgt werden. Das damals entwickelte, komplizierte Reduktionsverfahren besteht aus zwei miteinander verkoppelten Redoxreaktionen:
- 1. die sog. Dampfreformierung und
- 2. die anschließende sog. Wassergas-Shift-Reaktion.

In der 1. Reaktion werden Kohlenwasserstoffe unter Hochdruck und mit Einsatz von speziellen Katalysatoren zu einem Gemisch aus Methan, Kohlenmonoxid, und Wasserstoff reduktiv gecrackt. In der 2. anschließenden Reaktion wird die Ausbeute an Wasserstoff dadurch erhöht, dass in einer weiteren Redoxreaktion ein Teil des im ersten Schritts gebildeten Kohlenmonoxids als Reduktionsmittel genutzt wird, um Wasser zu Wasserstoff zu reduzieren, wobei das Kohlenmonoxid zu Kohlendioxid oxidiert wird.
Die Reaktionsgleichungen für die Gewinnung von Wasserstoff aus Methan (als einfaches Beispiel) lauten:
- 1. Schritt Reformierung: {\displaystyle \mathrm {CH_{4}+H_{2}O\rightarrow CO+3\ H_{2}} };
- 2. Schritt Wassergas-Shift-Reaktion: {\displaystyle \mathrm {CO+H_{2}O\rightarrow CO_{2}+H_{2}} }

Der erzeugte Wasserstoff wurde seit 1913 großtechnisch für die Reduktion von Stickstoff zu Ammoniak {\displaystyle \mathrm {{\overset {-3}{N}}{\overset {+1}{H_{3}}}} } eingesetzt und wird im Laufe dieser großtechnischen Redoxreaktion vom Oxidationszustand 0 zum höheren Oxidationstand +1 oxidiert. Als Oxidationsmittel fungiert der Stickstoff der im Verlauf der Reaktion reduziert wird.
{\displaystyle \mathrm {N_{2}+3\ H_{2}\longrightarrow 2\ NH_{3}} \ }
Reaktionsgleichung für die Redoxreaktion zur Synthese von Ammoniak aus Stickstoff und Wasserstoff. 
In einer weiteren großtechnischen und in mehreren Stufen ablaufenden Redoxreaktion wird seit 1908 mit dem sog. Ostwald-Verfahren durch katalytische Oxidation von Ammoniak mit Sauerstoff als Oxidationsmittel Salpetersäure hergestellt.
Es ist für die nahe Zukunft erforderlich und auch absehbar, dass Wasserstoff weltweit den Kohlenstoff und seine Verbindungen als Reduktionsmittel bei großtechnischen Redoxreaktionen wie z. B. bei der Stahlproduktion ersetzen muss. Zukünftig soll z. B. das oxidische Eisenerz bei der Stahlerzeugung direkt mit Wasserstoff reduziert werden. Natürlich ist es dann auch erforderlich, dass das neue Reduktionsmittel Wasserstoff ohne Bildung von Kohlenmonoxid und Kohlendioxid photovoltaisch hergestellt werden muss.

### Metalle als Reduktionsmittel in Redoxreaktionen
Die Elektrochemische Spannungsreihe zeigt, dass Wasserstoff nicht das stärkste Reduktionsmittel ist. Besonders die Alkalimetalle und Erdalkalimetalle sind viel stärkere Reduktionsmittel. Lithium, Natrium und Calcium können sogar die im Wasser nur in sehr niedriger Konzentration vorhandenen Protonen in Redoxreaktionen zum elementaren Wasserstoff reduzieren und werden dabei als Lieferanten der benötigten Elektronen zum jeweiligen höheren kationischen Oxidationszustand +1 bzw. +2 oxidiert.
{\displaystyle \mathrm {2\ Na+2\ H_{2}O\rightarrow 2\ NaOH+H_{2}} }
 Natrium als Reduktionsmittel von Protonen wird oxidiert unter Bildung von Natriumkationen und Wasserstoff, gebildet durch Reduktion von Protonen
{\displaystyle \mathrm {Ca+2\ H_{2}O\rightarrow Ca(OH)_{2}+H_{2}} }
 Calcium als Reduktionsmittel von Protonen wird oxidiert unter Bildung von Calciumkationen und Wasserstoff, gebildet durch Reduktion von Protonen 
Redoxreaktionen von Metallen mit Sauerstoff als Oxidationsmittel können im Fall von Alkali- und Erdalkalimetallen als heftige Verbrennungsreaktionen unter Bildung von Metalloxiden und Metallperoxiden verlaufen, während sie bei anderen Metallen langsam und oberflächlich ablaufen.
Als Redoxreaktionen, verlaufen auch Reaktionen der Alkali- und Erdalkalimetalle mit anderen nichtmetallischen Elementen wie mit Kohlenstoff zu den Carbiden (z. B. Lithiumcarbid), oder mit Stickstoff zu den Nitriden (z. B. Magnesiumnitrid), oder mit Schwefel zu den Sulfiden (z. B. Natriumsulfid), oder mit Halogenen zu den salzartigen Halogeniden (z. B. Natriumchlorid).

#### Aluminium als Reduktionsmittel, Thermitverfahren

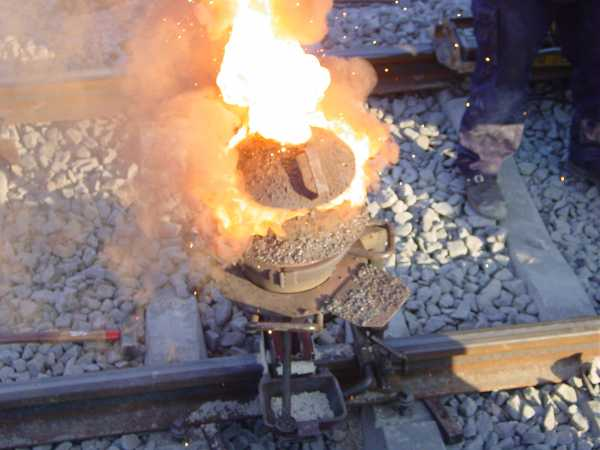
Thermitverfahren zum Schweißen von Eisenbahnschienen

Zur Herstellung von zahlreichen Metallen aus ihren Oxiden kann Aluminium als Reduktionsmittel verwendet werden, wenn die Metalle edler als Aluminium sind. Das Verfahren, bei dem Aluminiumpulver oder -späne eingesetzt werden, heißt aluminothermisches Verfahren. Eine Mischung aus Eisenoxid und Aluminium wird Thermit genannt und konnte sowohl zum Zusammenschweißen von Eisenbahnschienen als auch zur Zündung von Stabbrandbomben verwendet werden.
{\displaystyle {\ce {2Al + Fe2O3 -> Al2O3 + 2Fe}}}

### Beispiel Elektrochemische Redoxreaktion
Die Bildung von Wasserstoff aus Wasser mit Metallen als Reduktionsmittel der Protonen läuft auch dann ab, wenn statt der Metalle als Elektronenspender die Kathode einer Batterie als Elektronenspender und damit als "Reduktionsmittel" genutzt wird. Bei der dann ablaufendenWasserelektrolyse in einem Elektrolyseur fungiert die Anode dann als "Oxidationsmittel" und dort bildet sich durch Aufnahme von Elektronen elementarer Sauerstoff.

## Weitere großtechnisch genutzte Redoxreaktionen
Bereits erwähnt wurden folgende großtechnischen Prozesse:
- Herstellung von Wasserstoff aus Wasser mit Reduktionsmitteln, die auf Methan und Kohlenmonoxid, also letztlich auf Kohlenstoff als Reduktionsmittel beruht und damit Kohlendioxid erzeugt.
- Herstellung von Ammoniak aus Stickstoff mit Wasserstoff als Reduktionsmittel der zu Wasser oxidiert wird, Haber-Bosch-Verfahren.

{\displaystyle {\ce {N2 + 3H2 -> 2NH3}}}
Ammoniak ist ein wichtiges Vorläuferprodukt für die Gewinnung von stickstoffhaltigen Düngemitteln und für die Landwirtschaft von großer Bedeutung. Ammoniak als H-reiche Speicherverbindung für Wasserstoff gewinnt zunehmend auch dadurch an Bedeutung, dass es in einer Redoxreaktion mit Sauerstoff als Oxidationsmittel zu Stickstoff und Wasser verbrannt, d. h. oxidiert werden kann.
{\displaystyle {\ce {4NH3 + 3O2 -> 2N2 + 6H2O}}}
- Herstellung von Salpetersäure durch Oxidation von Ammoniak mit Sauerstoff als Oxidationsmittel, der zu Wasser reduziert wird. Ostwald-Verfahren.

Daneben gibt es noch weitere großtechnisch und gesamtgesellschaftlich bedeutsame Redoxreaktionen, die letztlich auf Kohlenstoff als Reduktionsmittel und Sauerstoff als Oxidationsmittel beruhen und damit Kohlendioxid erzeugen:
- Die Verbrennung von fossilen Energieträgern wie Kohle, Erdöl, Erdgas Kerosin mit Luftsauerstoff als Oxidationsmittel wird nicht nur zur Erzeugung von Wärme und Fernwärme in Heizungsanlagen genutzt, sondern auch in Wärmekraftwerken, um elektrische Energie oder um in Verbrennungsmotoren Antriebsenergie für Fahrzeuge und Flugzeuge zu erzeugen.

### Hochofenprozess
Zahlreiche metallurgische Verfahren zur Gewinnung und Verarbeitung von Metallen sind klassische Beispiele für technisch bedeutsame Redoxreaktionen in der Industrie.

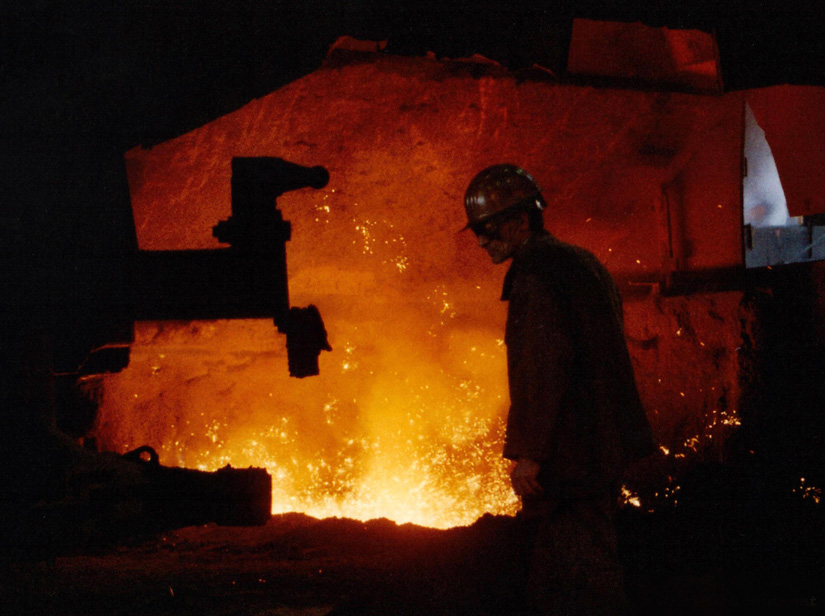
Hochofen

Beim Hochofenprozess werden oxidische Eisenerze mit Koks reduziert. Dabei kann der Prozess auch so geführt werden, dass neben dem Kohlenstoff als Reduktionsmittel auch bei Sauerstoffmangel im Hochofen entstehendes Kohlenmonoxid als Reduktionsmittel genutzt werden kann, wenn es nicht sofort zu Kohlenstoffdioxid weiter oxidiert wird.
1) {\displaystyle {\ce {C + O2 -> CO2}}}
Energie liefernde Verbrennung des Kokses.
2) {\displaystyle {\ce {CO2 + C -> 2CO}}}
Erzeugung des gasförmigen Reduktionsmittels Kohlenstoffmonoxid. Boudouard-Gleichgewicht
3) {\displaystyle {\ce {Fe2O3 + 3CO -> 3CO2 + 2Fe}}}
Reduktion des Eisenoxids zu elementarem Eisen.

## Redoxreaktionen bei Lebensmitteln
Bei der Herstellung von Margarine werden die ungesättigten Fettsäuren in Pflanzenölen durch katalytische Hydrierung mit Wasserstoff als Reduktionsmittel reduziert. Diese Redoxreaktion wird als Fetthärtung bezeichnet.
{\displaystyle {\ce {R-CH=CH-R + H2 -> R-CH2-CH2-R}}}
ungesättigte Fettsäuren werden mit Wasserstoff hydriert.
Die Fetthärtung erfolgt auch deshalb, weil die C-C-Doppelbindungen in ungesättigten Fettsäuren durch eine Redoxreaktion mit Luftsauerstoff als Oxidationsmittel zerstört werden können unter Bildung von ranzig riechenden kurzkettigen Carbonsäuren und Aldehyden. Deshalb werden fetthaltigen Lebensmitteln Antioxidantien zugesetzt, um Oxidationsreaktionen zu verhindern. Die zugesetzten Antioxidantien werden dann bevorzugt oxidativ angegriffen.
Auch die Umrötung von Fleisch durch Pökelsalze, die Nitrite als Oxidationsmittel enthalten, ist eine Redoxreaktion. Es kommt zur Ausbildung stabiler Komplexe mit leuchtend roter Farbe, die auf die oxidative Bildung von Nitrosylmyoglobin und Nitrosylmetmyoglobin mit Nitrit als Oxidationsmittel zurückzuführen ist, das zur Nitrosylgruppe reduziert wird.
{\displaystyle {\ce {Mb + NO2- -> MMb+ + NO}}}
Durch Zugabe von Nitrit zu Myoglobin entsteht Metmyoglobin und Nitrosyl.

## Redoxreaktionen in der Analytik
Zahlreiche Analysemethoden basieren auf Redoxprozessen. Klassische Nachweisreaktionen oder Trennungsgänge basieren zum Teil auf Redoxreaktionen. Ebenso moderne elektrochemische Analysemethoden und die quantitative Redox-Titration.

### Biochemie
Viele zellbiologische Prozesse basieren auf Redox-Reaktionen. Häufig beteiligt sind die Coenzyme NAD, NADP und FAD, die Reduktionsmittel in Form von Hydridionen übertragen. Diese Reduktionsäquivalente dienen oft dazu, Energie durch Substratkettenphosphorylierung oder oxidative Phosphorylierung in Form von GTP bzw. ATP umzuwandeln.

#### Photosynthese und Zellatmung
Bei der Photosynthese bauen grüne Pflanzen unter Energiezufuhr in Form von Licht aus Kohlenstoffdioxid und Wasser Traubenzucker (Glucose) auf und setzen Sauerstoff frei. Die Brutto-Reaktionsgleichung lautet:
{\displaystyle {\ce {6CO2 + 12H2O -> C6H12O6 + 6O2 + 6H2O}}}
Die Umkehrreaktion ist die Zellatmung, bei der Glucose (Traubenzucker) zu Kohlenstoffdioxid oxidiert und Sauerstoff zu Wasser reduziert wird. Die vereinfachte Summenformel lautet:
{\displaystyle {\ce {C6H12O6 + 6O2 -> 6CO2 + 6H2O}}}
Aus einem Molekül Glucose und sechs Molekülen Sauerstoff werden sechs Moleküle Kohlenstoffdioxid und sechs Moleküle Wasser.

#### Alkoholische Gärung
Organismen wie die Bäckerhefe können während der alkoholischen Gärung Zucker zu Trinkalkohol (Ethanol) und Kohlenstoffdioxid umwandeln um daraus Energie zu gewinnen.
{\displaystyle {\ce {C6H12O6 + 2ADP + 2P_{i}-> 2C2H5OH + 2CO2 + 2ATP}}}

### Elektrochemie
Die Elektrochemie ist das Teilgebiet der physikalischen Chemie, welches sich mit dem Zusammenhang zwischen elektrischen und chemischen Vorgängen befasst. Wenn daher eine Redoxreaktion durch einen elektrischen Strom erzwungen wird oder einen solchen liefert, so ist dies ein elektrochemischer Vorgang. Die für die Elektrochemie entscheidenden Vorgänge laufen dabei an der Phasengrenze ab. Die Elektrochemie ist also die Wissenschaft der Vorgänge zwischen einem Elektronenleiter (Elektrode) und einem Ionenleiter (Elektrolyt). Von zentraler Bedeutung ist die Nernst-Gleichung, welche die Konzentrationsabhängigkeit des Elektrodenpotentials beschreibt. Dies lässt sich mithilfe der Redox-Titration analytisch nutzen, um Ionen in Lösung zu bestimmen. Theoretisch wird die Übertragung von Außenelektronen in Lösung durch die Marcus-Theorie beschrieben.

#### Galvanische Elemente, Akkumulatoren und Elektrolyse
Wird die Redoxreaktion durch eine von außen angelegte elektrische Spannung erzwungen, nennt man diesen Vorgang Elektrolyse – wird durch die chemische Reaktion geeigneter Substanzen eine messbare Spannung hervorgerufen, so liegt ein galvanisches Element vor. Diese Spannungen (Redoxpotentiale) sind charakteristisch für die jeweiligen Reaktionen und auf einer Skala dokumentiert, der Elektrochemischen Spannungsreihe. Hier wird die Stärke eines Oxidations- oder Reduktionsmittels messbar. Neben der Spannung ist die Ladung maßgeblich für die Energiedichte. Multivalente Ladungsträger eignen sich besonders gut, um hohe Ladungsmengen zu speichern.
Elektrochemische Redoxreaktionen laufen in einer galvanischen Zelle ab:
- Bei der Elektrolyse und dem Aufladen eines Akkumulators wird dabei elektrische Energie zugeführt.
- Beim Entladen einer Batterie oder bei Stromentnahme aus einer Brennstoffzelle erhält man elektrische Energie, die im reversiblen Fall bei einem gegen Null tendierenden elektrischen Strom (I = 0) der Gibbs-Energie der Reaktion entspricht.

## Spezialfälle
Bei einer Komproportionierung (oder auch: Synproportionierung) reagieren Verbindungen, die ein Element in niedriger Oxidationsstufe (Reduktionsmittel) enthalten, zusammen mit Verbindungen, in denen das betreffende Element in höherer Oxidationsstufe (Oxidationsmittel) vorliegt, zu einer Verbindung mit mittlerer Oxidationsstufe.
Man spricht von einer Disproportionierung, wenn bei einer chemischen Reaktion Elemente mit mittlerer Oxidationsstufe in solche mit einer niedrigen und einer höheren übergehen.
{\displaystyle \mathrm {2\ H_{2}O_{2}\longrightarrow 2\ H_{2}O+O_{2}} }
Disproportionierung zweier Moleküle Wasserstoffperoxid zu Wasser und Sauerstoff.
Diese Reaktionen verlaufen häufig unter dem Einfluss eines Katalysators (Stoff, der eine chemische Reaktion beschleunigt, ohne sich dabei zu verändern) ab.